# Планковская масса
Ма́сса Пла́нка (максима, планковская масса) — единица массы в планковской системе единиц, обозначается {\displaystyle m_{\text{P}}} или {\displaystyle M_{\text{P}}}. Частица с такой массой имеет гравитационный радиус в {\displaystyle \pi } раз меньше комптоновской длины волны {\displaystyle {\hat {\lambda }}=\pi r_{s}.}
{\displaystyle m_{\text{P}}={\sqrt {\frac {\hbar c}{G}}}} ≈ 1,2209⋅1019 ГэВ/c² = 2,176⋅10−8 кг = 21,76 мкг.
На 2018 год рекомендованное международным комитетом CODATA значение массы Планка равно 2,176 434(24)⋅10−8 кг.
В физике элементарных частиц и космологии используется величина
{\displaystyle {\sqrt {\frac {\hbar {}c}{8\pi G}}}={\frac {m_{p}}{\sqrt {8\pi }}}} ≈ 4,340 мкг = 2,43⋅1018 ГэВ/c²,
которая называется редуцированной массой Планка. Коэффициент {\displaystyle {\sqrt {\frac {1}{8\pi }}}} позволяет упростить некоторые формулы.
В отличие от большинства других планковских величин, масса Планка довольно близка к привычным для человека масштабам: так, фруктовая дрозофила имеет массу от 10 до 16 mP (220—350 мкг); суточная норма потребления витамина D для человека (~20 мкг) близка к одной планковской массе.
Гипотетическая частица, масса которой равна планковской массе, называется максимон.
Доказано, что планковская масса является нижним пределом масс чёрных дыр, и предполагается, что она представляет собой верхний предел для масс элементарных частиц.
В физике есть масштаб энергий, связанный с гравитацией и равный массе Планка.